# Współpraca Subregionalna Państw Morza Bałtyckiego
Współpraca Subregionalna Państw Morza Bałtyckiego (ang. Baltic Sea States Sub-regional Co-operation, BSSSC) – międzynarodowa sieć zrzeszająca samorządy i organizacje samorządowe państw leżących wokół Morza Bałtyckiego. Została powołana do życia w 1993 roku na mocy Deklaracji ze Stavanger jako wynik założonej rok wcześniej Rady Państw Morza Bałtyckiego.
Celem BSSSC jest wzmacnianie współpracy regionalnej, a także wspieranie interesów członków u decydentów z Unii Europejskiej.

## Historia
BSSSC została założona w październiku 1993 roku w Stavanger w Norwegii na mocy Deklaracji ze Stavanger, będącej wynikiem założenia w 1992 roku Rady Państw Morza Bałtyckiego.
W marcu 2017 roku BSSSC otrzymało status obserwatora w Komisji Ochrony Środowiska Morskiego Bałtyku (HELCOM). W marcu 2022 roku w wyniku inwazji Rosji na Ukrainę zarząd BSSSC wykluczył regiony rosyjskie z organizacji.

## Struktura

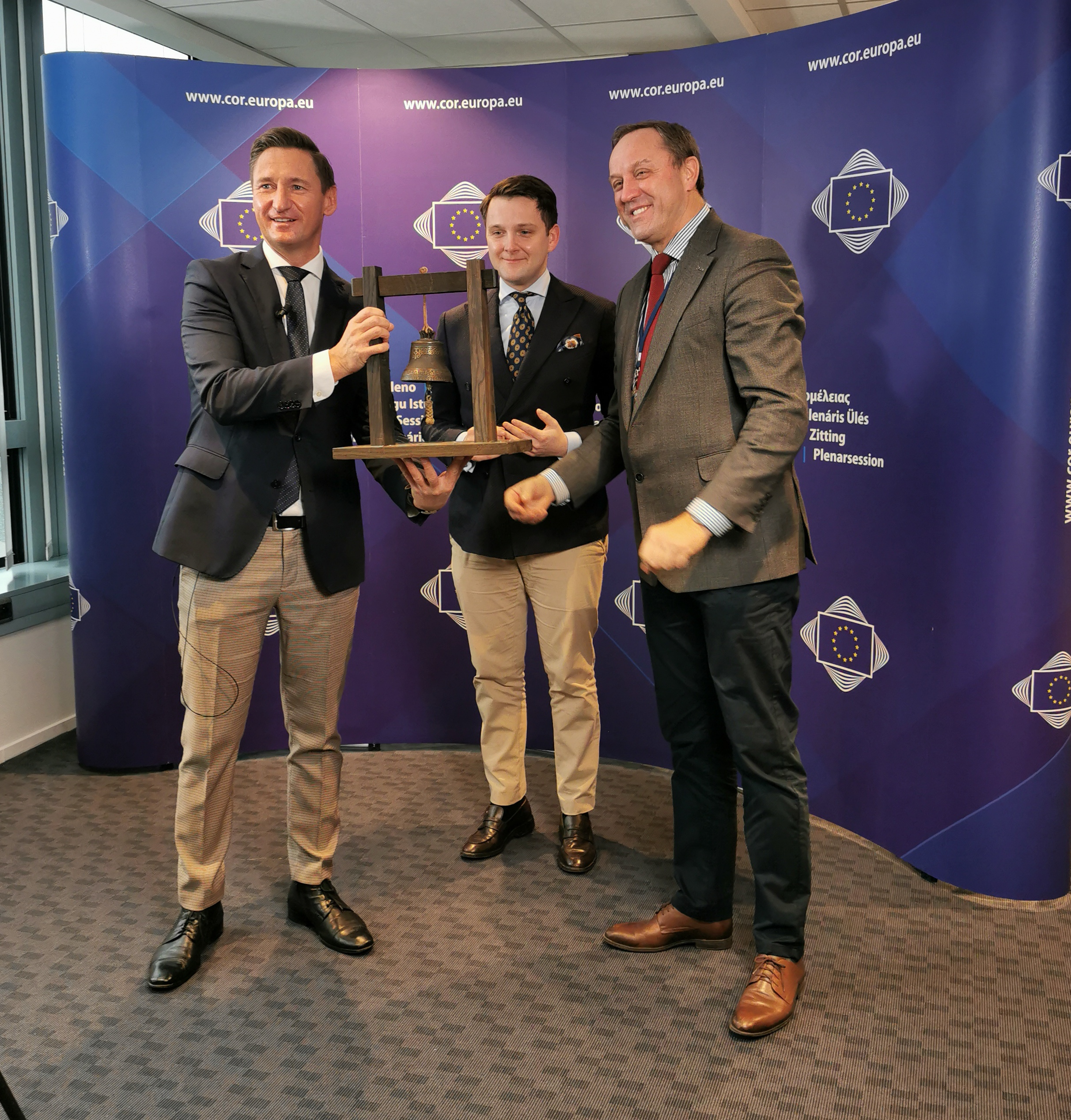
Przekazanie prezydencji z województwa pomorskiego (reprezentowanego przez Mieczysława Struka) do województwa zachodniopomorskiego (reprezentowanego przez Olgierda Geblewicza) w grudniu 2021 roku

### Przewodniczący
Przewodniczący reprezentuje organizacje na zewnątrz oraz prowadzi obrady zarządu. Jest wybierany przez zarząd na okres dwóch lat z możliwością przedłużenia. Do jego zadań należy także promocja interesów regionów BSSSC wśród decydentów z Unii Europejskiej czy Rady Państw Morza Bałtyckiego.
| Zdjęcie | Imię i nazwisko         | Reprezentowany region/organizacja | Kadencja               |
| ------- | ----------------------- | --------------------------------- | ---------------------- |
|         | Gerd Walter             | Szlezwik-Holsztyn                 | 1993–1998              |
|         | Knud Andersen           | Bornholm                          | 1998–2000              |
|         | Edmund Wittbrodt        | Województwo Pomorskie             | listopad–czerwiec 2000 |
|         | Brunon Synak            | Województwo Pomorskie             | 2000–2004              |
|         | Uno Aldegren            | Region Skåne                      | 2005–2006              |
|         | Arne Ören               | Sieć Gmin Wschodniej Norwegii     | 2006–2008              |
|         | Carsten-Ludwig Lüdemann | Hamburg                           | 2009–2010              |
|         | Olgierd Geblewicz       | Województwo Zachodniopomorskie    | 2011–2012              |
|         | Ossi Savolainen         | Helsiknki–Uusimaa                 | 2013–2016              |
|         | Roger Ryberg            | Sieć Gmin Wschodniej Norwegii     | 2017–2019              |
|         | Mieczysław Struk        | Województwo Pomorskie             | 2019–2021              |
|         | Olgierd Geblewicz       | Województwo Zachodniopomorskie    | 2022–2023              |
|         | Werner Schwarz          | Szlezwik-Holsztyn                 | 2023–2025              |

### Zarząd
Zarząd jest organem decyzyjnym BSSSC. Składa się z dwóch członków z każdego kraju, dwóch członków reprezentujących młodzież oraz jednego członka wyznaczonego przez każdą z organizacji samorządowych. Odpowiada za zapewnienie bieżącej pracy organizacji i realizacji jej celów politycznych.
Na początku każdej kadencji zarząd decyduje o swoich priorytetach i działalności politycznej. Plan pracy określa także działalność sekretariatu obsługującego zarząd.
| Państwo/organizacja | Reprezentanci                                 |
| ------------------- | --------------------------------------------- |
| Dania               | Wakat                                         |
| Estonia             | - Marili Niits - Arne Tilk                    |
| Finlandia           | - Ossi Savolainen - Kari Häkämies             |
| Niemcy              | - Stefan Musiolik - Reiner Kneifel-Haverkamp  |
| Łotwa               | - Inese Suija – Markova                       |
| Litwa               | - Antanas Kalnius - Toma Tuzovaitė-Markūnienė |
| Polska              | - Wojciech Dorżynkiewicz - Mieczysław Struk   |
| Norwegia            | - Roger Ryberg - Kåre Pettersen               |
| Szwecja             | - Ilmar Reepalu                               |
| Młodzież            | - Karolina Białczewska - Andreas Schoop       |

### Konferencja
Coroczna konferencja BSSSC jest głównym forum organizacji. Odbywa się co roku jesienią na zaproszenie jednego regionu, który gości wszystkich członków. Na konferencję zapraszani się przedstawiciele władz lokalnych i regionalnych, często zapraszani są także członkowie rządów, instytucji unijnych oraz organizacje pozarządowe.

### Sekretariat
Skład sekretariatu zmienia się razem z przewodniczącym, odpowiada za codzienną administrację organizacji. Do jego zadań należy m.in. przygotowywanie posiedzeń zarządu oraz bieżące prowadzenie biuletynu informacyjnego.